# فيرنون ريتشاردز
فيرنون ريتشاردز (بالإنجليزية: Vernon Richards) (و. 1915 – 2001 م) هو كاتب، وناشط سلام، ومصور من المملكة المتحدة، والمملكة المتحدة لبريطانيا العظمى وأيرلندا، ولد في لندن، توفي عن عمر يناهز 86 عاماً.

## التعليم
تعلم في كلية الملك في لندن.

## روابط خارجية
- فيرنون ريتشاردز على موقع ديسكوغز (الإنجليزية)